# Juan de Oñate

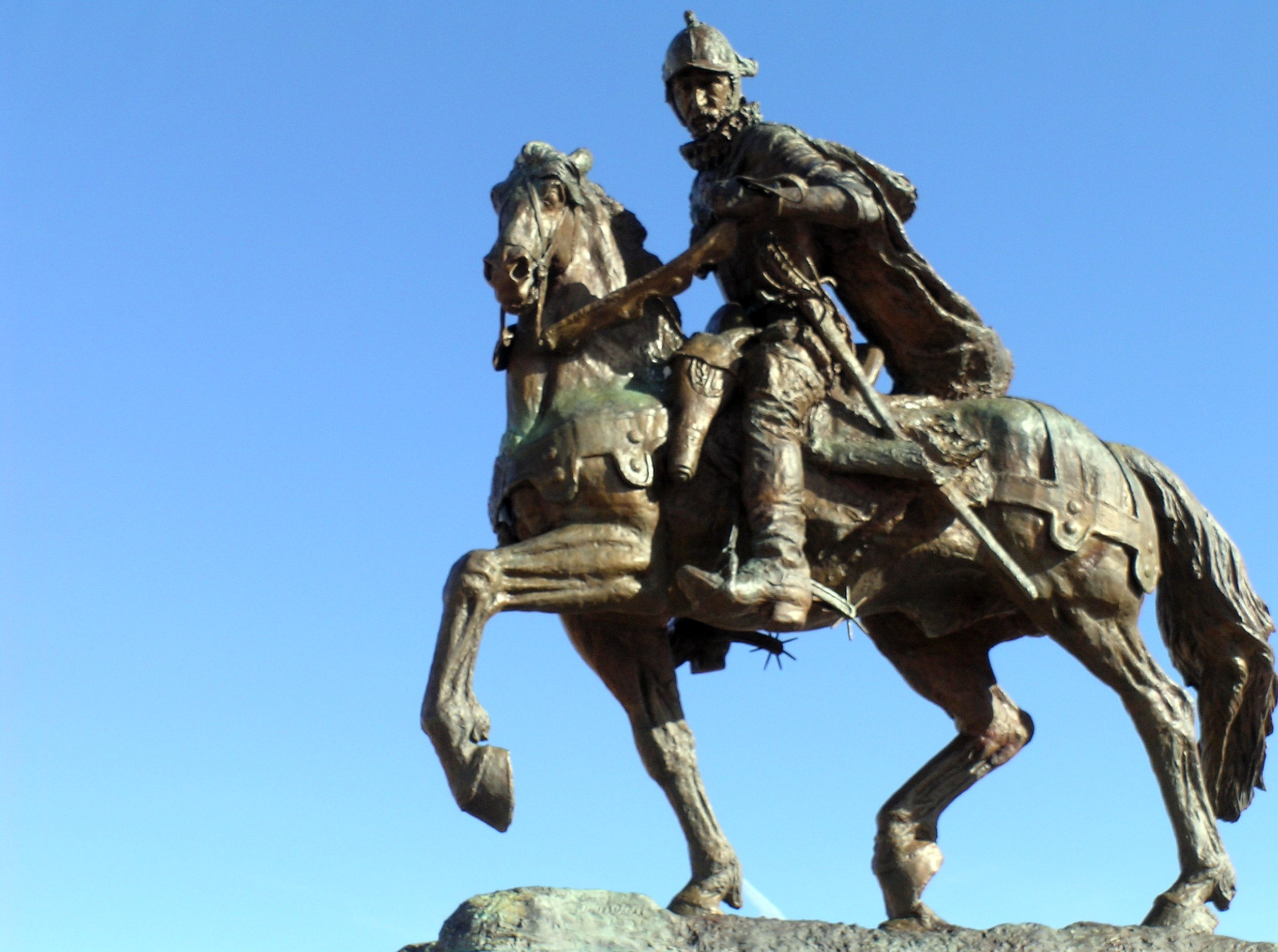
Standbeeld van Juan de Oñate in San Juan Pueblo, Nieuw Mexico

Juan de Oñate (ca. 1550-1626) was een Spaans koloniaal leider, die de kolonisatie van New Mexico begon.
Oñate was geboren als zoon van Cristobal de Oñate, die de zilvermijnen van Zacatecas had ontdekt. Hij erfde een kapitaal van zijn vader, en verdiende er met verdere mijnbouwactiviteiten ook zelf het nodige bij.
In 1595 kreeg Oñate toestemming om op eigen kosten New Mexico te veroveren, maar het duurde nog tot 1598 voor hij daadwerkelijk vertrok. Hij vertrok met 200 (of 130) soldaten, 400 kolonisten en diverse franciscaner monniken naar het noorden. Op 30 mei werd New Mexico officieel in bezit genomen, en in juli bereikte hij het dorp Ohkay Owingeh, aan de samenstroming van Rio Grande en Chama. Hij hernoemde het tot San Juan de Los Caballeros, en benoemde het tot zijn hoofdstad. In september werd de hoofdstad verplaatst naar Yunque, aan de westoever van de Rio Grande, dat hernoemd werd tot San Gabriel.
Oñates regime was wreed, vooral voor de indianen. Toen de Acoma in een gevecht 15 van zijn mannen doodden, werd uit wraak de volledige stam gedood of gevangengenomen, maar een aantal wisten later te ontsnappen en herbouwden hun pueblo. Zijn wreedheid leidde tot ontvolking van het gebied: die indianen die niet door de Spanjaarden gedood of tot slaaf gemaakt waren, vluchtten de bergen in.
In 1601 ging Oñate op zoek naar Quivira, zoals Francisco de Coronado voor hem had gedaan, maar hij deed geen nieuwe belangrijke ontdekkingen. In 1604 en 1605 leidde hij een expeditie westwaarts om een landroute naar de Golf van Californië te vinden. Hij bereikte de Colorado, en zakte die af tot de monding.
In 1606 werd Oñate naar Mexico teruggeroepen om zich voor wreedheid tegenover zowel indianen als kolonisten te verantwoorden. Hij werd aanvankelijk veroordeeld, maar in hoger beroep vrijgesproken. In 1608 volgde Pedro de Peralta hem op als gouverneur van New Mexico.
Later vertrok Oñate naar Spanje, waar hij een hoog inspecteur van de mijnbouw werd, en in 1625 werd toegelaten tot de Orde van Santiago.